# Osvaldo Ríos
 Osvaldo Ríos Alonso (Carolina, Puerto Rico, 1960. október 25.) Puerto Ricó-i színész, modell, énekes.

## Élete és pályafutása
Első felesége Sully Diaz színésznő, akit 1986 februárjában vett feleségül, de már ez év decemberében  elváltak útjaik. Második felesége Carmen Dominicci, szintén színész. Egy közös gyermekük, született, egy fiú, de már ők sincsenek együtt.
1997-ben a világhírű kolumbiai énekesnő, Shakira volt a barátnője.
Első televíziós megjelenése a Chona, la puerca asesina című rövidfilmben volt Alejandro szerepe, 1990-ben. Még ebben az évben játszott a Amor de nadie-ben is. 1992-ben a Kassandrában játszotta Ignacio és Luis David Contrerast. 1993-ban a Tres destinosban alakította Juan Carlost. 1996-ban a  La Viuda de Blanco című sorozatban személyesítette meg Diego Blanco Albarracínt. 2000-ben a Rauzán című telenovellában szerepelt, ahol Sebastian de Mendozát játszotta el. Még ebben az évben a Trucuta Trucutában alakította Bueno Que Estát.
2000. július 1-jén feleségül vette Géraldine Fernández színésznőt, házasságuk alatt két fiuk született, azóta azonban már ők is elváltak.
2002-ben a Plaza vacantében játszott, valamint Andrés 'El Indio' Solíst alakította a Más allá del límite című sorozatban, és a Gata salvajében is feltűnt, mint Silvano Santana Castro. 2004-ben Alejandro Valderramát alakította az Ángel rebeldében. 2006-ban feltűnt a Decisiones egyik epizódjában. 2007-ben egy regényadaptációban tűnt fel, melynek címe Zorro: La Espada y la Rosa, ahol Zorro édesapját, Alejandro de la Vegát alakította. Bár hazájában nem lett olyan siker a sorozat, nálunk nagyon népszerű volt. 2008-ban az El juramentóban alakította Santiago de Landerost. 2009-ben a Corazon Salvaje című sorozatban játszotta el Juan de Dios San Romant.
2010-es sorozata a Triunfo del Amor, amit Magyarországon Marichuy – A szerelem diadala címen tűzött műsorára a Prizma TV. A sorozatban Osvaldo Sandovalt formálja meg, Victoria Ruffo oldalán.  2011 december 8-án, csütörtökön ő és Eugenio Debrez közvetítették a Premios People en Español-gálát.

## Szerepei
- 2010: Triunfo del Amor - Osvaldo Sandoval
- 2009: Corazon Salvaje - Juan de Dios San Roman
- 2008: El juramento .... Santiago de Landeros
- 2007: Zorro: La Espada y la Rosa .... Alejandro de la Vega
- 2006: Decisiones El regreso del soldado (2006) tévés epizód
- 2004: Ángel rebelde .... Alejandro Valderrama
- 2002: Gata salvaje .... Silvano Santana Castro
- 2002: Más allá del límite .... Andrés 'El Indio' Solís
- 2002: Plaza vacante
- 2000: Abrázame muy fuerte .... Diego Hernandez
- 2001: Bento Cego
- 2000: Trucuta Trucuta .... Bueno Que Está
- 2000: Rauzán .... Sebastian de Mendoza
- 1996: La Viuda de Blanco .... Diego Blanco Albarracín
- 1993: Tres destinos .... Juan Carlos
- 1992: Kassandra .... Ignacio Contreras / Luis David Contreras
- 1990: Amor de nadie
- 1990: Chona, la puerca asesina .... Alejandro